# 加斯托内·皮耶里尼
加斯托内·皮耶里尼（義大利語：Gastone Pierini，1899年9月27日—1967年），意大利男子举重运动员。他曾代表意大利参加1924年、1928年、1932年和1936年夏季奥林匹克运动会举重比赛，获得一枚铜牌。